# سیستم‌عامل شبکه
عبارت سیستم‌عامل شبکه برای اشاره به دو مفهوم تا حدودی متفاوت به کار می‌رود :
- یک سیستم عامل اختصاصی برای ابزارهای شبکه مانند رهیاب، سویچ یا دیوار آتش .
- یک سیستم عامل طراحی شده برای شبکه رایانه ای که برای اجازه دادن به دسترسی به فایلها و چاپگرهای مشترک بین رایانه‌های مختلف موجود در شبکه به کار می‌رود . همچنین به اشتراک گذاری اطلاعات، کاربران، گروهها، امنیت ، نرم افزارهای کاربردی و دیگر کاربردهای شبکه را فراهم می‌آورد.[۱] این کار معمولاً بر روی یک شبکه محلی (LAN ) یا شبکه خصوصی صورت می‌گیرد. البته این مفهوم اکنون به شکل وسیعی تاریخی شمرده می‌شود ، چرا که این روزها بیشتر سیستم عاملهای معمول، این فرآیندها را در بر دارند .

## سیستم عاملهای ابزار شبکه
سیستم عاملهای شبکه می‌توانند در رهیاب یا دیوار آتش سخت افزاری جاگذاری شوند که عملکردهای لایه شبکه (لایه سوم ) را به عهده دارند.

## سیستم عاملهای تاریخی شبکه
سیستم‌عاملی است که ویژه پشتیبانی از شبکه طراحی می‌شود. همین‌طور می‌توان گفت سیستم‌عامل شبکه نرم‌افزاری است که یک شبکه و ترافیک و صف پیام‌های روی آن را کنترل می‌کند. همچنین کنترل دسترسی چندین کاربر به یک منبع بر روی شبکه نظیر یک فایل را بر عهده دارد و عملیات مدیریتی مهمّی نظیر کنترل امنیت را میسّر می‌سازد. سیستم‌عاملهای مبتنی بر سرویس دهنده (Server) علاوه بر کارهای نظارتی، امنیتی و مدیریتی پشتیبانی از کار در شبکه را نیز هم‌زمان برای چندین کاربر فراهم می‌کنند. سیستم‌عاملی که از وجود شبکه آگاه باشد (Network-Aware) می‌تواند امکان دستیابی به منابع شبکه را برای کاربران فراهم سازد. بر خلاف سیستم‌عاملهای تک کاربره این سیستم‌عاملها باید درخواستهای دریافتی از ایستگاه‌های کاری مختلف را پاسخ گویند و جزییاتی چون دستیابی و ارتباطات شبکه، تخصیص و به اشتراک گذاشتن منابع، محافظت داده‌ها و کنترل خطاها را نیز مدیریت کنند.
سرنام آن NOS است. Network OS نیز نامیده می‌شود.
نکته ۱: یک سیستم‌عامل شبکه اغلب در شبکه‌های محلی منطقه‌ای LAN یا گسترده WAN استفاده می‌شوند، ولی می‌توانند در سیستم‌های شبکه‌های بزرگ‌تر هم به کار برده شوند.
نکته ۲: اغلب سیستم‌های عامل شبکه بر پایه ۵ لایه بالایی مدل مرجع OSI قرار دارند.
برخی از سیستم‌های عامل شبکه معروف به قرار زیر است:
ویندوز ان‌تی

IBM AIX

Sun Solaris

Plan 9 from Bell Labs

Inferno

Windows 2000 Data Center Server

Windows 2000 Advanced Server

Windows 2000 Server

Windows 2003 Server(Enterprise ,Web Editions)

Windows 2008 Server(Beta 3)

Novell NetWare

Red Hat Linux